# Het Klimaatboek
Het Klimaatboek (originele titel: The Climate Book) is een initiatief van klimaatactivist Greta Thunberg en een gezamenlijk werk van ruim honderd gerenommeerde wetenschappers, activisten en onderzoeksjournalisten. Het boek behandelt de oorzaken, gevolgen en mogelijke oplossingen van de klimaatcrisis. Elk hoofdstuk begint met een inleiding door Greta Thunberg. Het boek is vertaald naar het Nederlands door Linda Broeder. Tevens zijn er vertalingen naar het Duits, Spaans, Portugees, Italiaans, Frans, Zweeds, Deens en Noors.

## Doel
Greta Thunberg wil met het boek een complete informatiebron bieden over de klimaatcrisis. Ze ziet het voorzien van informatie namelijk als een belangrijke voorwaarde om de klimaatcrisis te kunnen bestrijden. Daarnaast wil ze een einde maken aan wat zij ziet als een valse balans in de media, waarin er vanuit het idee van hoor en wederhoor veel ruimte is voor klimaatsceptici en vertragers en te weinig voor de crisis die klimaatverandering behelst.

## Recensies
Alhoewel niet alle recensenten meegaan met of gewend zijn aan de activistische boodschap, is men unaniem lovend over de sterke wetenschappelijke verdieping die het boek biedt. Zo schreef Elly Stroe Cloeck:
"Het Klimaatboek is zo naast een wetenschappelijke schatkist ook een politiek manifest. Met die politieke insteek hoef je het niet eens te zijn om plezier aan dit boek te beleven. Het duidt op een uitstekende manier alle factoren van klimaatverandering.'
schreef Steven Poole in het Britse The Telegraph:
"Greta Thunbergs Klimaatboek is een geweldig wetenschappelijk alles-in-één-boek– ondanks haar antikapitalistische neiging"
 en schreef Gaia Vince in The Guardian:
"This book is superb at explaining the urgency and importance of preventing climate change, but despite its heft it stops too soon."
(Dit boek is uitstekend in het uitleggen van de urgentie en het belang van het voorkomen van klimaatverandering, maar ondanks zijn volume stopt het te vroeg.)

## Lijst van bijdragers
Het Klimaatboek bestaat uit vijf delen met de volgende essayisten:
| Deel | Titel                        | Essayisten |
| ---- | ---------------------------- | --- |
| 1    | 'Hoe het klimaat werkt'      | Peter Brannen, Beth Shapiro, Elizabeth Kolbert, Michael Oppenheimer, Naomi Oreskes en Johan Rockström |
| 2    | 'Hoe onze planeet verandert' | Katharine Hayhoe, Zeke Hausfather, Bjørn Samset, Paulo Ceppi, Jennifer Francis, Friederike Otto, Kate Marvel, Ricarda Winkelmann, Stefan Rahmstorf, Hans-Otto Pörtner, Karin Kvale, Peter Gleick, Joëlle Gergis, Carlos Nobre, Julia Arieira, Nathália Nascimento, Beverly Law, Andy Purvis, Adriana De Palma, Dave Goulson, Keith Larson, Jennifer Soong, Örjan Gustafsson en Tamsin Edwards                                                                 |
| 3    | 'Hoe het ons beïnvloedt'     | Tedros Adhanom Ghebreyesus, Ana Vicedo-Cabrera, Drew Shindell, Felipe Colón-Gonzalez, John Browstein, Derek MacFadden, Sarah McGough, Mauricio Santilla, Samuel Myers, Saleemul Huq, Jacqueline Patterson, Abraham Lustgarten, Michael Taylor, Hindou Oumarou Ibrahim, Elin Anna Labba, Sônia Guajajara, Solomon Hsiang, Taikan Oki, Marshall Burke en Eugene Linden                                                                                          |
| 4    | 'Wat we eraan hebben gedaan' | Kevin Anderson, Alexandra Urisman Otto, Bill McKibben, Glen Peters, Karl-Heinz Erb, Simone Gingrich, Niclas Hällström, Jennie Stephens, Isak Stoddard, Rob Jackson, Alexander Popp, Michael Clark, Sonja Vermeulen, John Barett, Alice Garvey, Ketan Joshi, Alice Larkin, Jilian Anable, Christian Brand, Annie Lowry, Mike Berners-Lee, Silpa Kaza, Nina Schrank, Nicholas Stern, Sunita Narain, Jason Hickel en Amitav Ghosh                                |
| 5    | 'Wat we nu moeten doen'      | Stuart Capstick, Lorraine Whitmarsh, Kate Raworth, Per Espen Stoknes, Gison Eshel, Ayana Elizabeth Jahnson, George Monbiot, Rebecca Wrigley, Margaret Atwood, Erica Chenoweth, Michael Mann, Seth Klein, David Wallace-Wells, Naomi Klein, Nicole Becker, Disha Ravi, Hilda Flavia Nakabuye, Laura Verónica Muñoz, Ina Maria Shikongo, Ayisha Siddiqa, Mitzi Jonelle Tan, Wanjira Mathai, Lucas Chancel, Thomas Piketty, Olúfẹ́mi Táíwò en Robin Wall Kimmerer |